# كاوس جي إل (منظمة)
كاوس جي إل (بالإنجليزية: KAOS GL)‏ هي جمعية للبحوث الثقافية ومنظمة تضامنية مع أفراد مجتمع الميم ((بالتركية: Kaos Gey ve Lezbiyen Kültürel Araştırmalar ve Dayanışma Derneği)‏)، تأسست في عام 1994، هي واحدة من أقدم وأكبر المنظمات المعنية بحقوق المثليين في تركيا. في أنقرة عام 2005 أصبحت المنظمة التي تتخذ من تركيا مقراً لها أول منظمة للمثليين والمثليات يتم تسجيلها قانونيا كجمعية في تركيا، بعد أن تم استئناف طلبهم في البداية من قبل نائب حاكم أنقرة. كانت المنظمة تنشر مجلة لهم بعنوان: كاوس جي إل (الآن منشور ربع سنوي) منذ تأسيسها. تدير المجموعة مركز كاوس جي إل الثقافي، الذي يستضيف الأنشطة الثقافية والاجتماعات وعروض الأفلام. يضم المركز أيضاً مكتبة لتاريخ المثليين.
اتخذت المنظمة أيضا موقفا بشأن مسائل أوسع نطاقا تتعلق ب حقوق الإنسان في تركيا. في عام 2017، قال متحدث باسم المنظمة: «بدأ حزب العدالة والتنمية حربا ضد جميع المعارضين، وليس الأرمن فقط. فهي تمنع جماعات المعارضة من التجمع واتخاذ إجراءات جماعية. إن العدالة الاجتماعية والسلام تحت مسؤوليتنا».

## التاريخ
تأسست المنظمة عام 1994، كاوس جي إل هي واحدة من أقدم المنظمات المعنية بما يتعلق في حقوق المثليين في تركيا. بعض الطلاب في جامعة أنقرة منهم ياسمين أوز التقوا لمناقشة قضايا مجتمع الميم وقررت هي بدء المجموعة.

### النضال من أجل التسجيل القانوني
في يوليو 2005، تقدمت كاوس جي إل بطلب للحصول على التسجيل لدى وزارة الداخلية. وفي وقت لاحق، قدم نائب حاكم أنقرة صلاح الدين إكريموغلو التماسا إلى المحكمة لإغلاق المنظمة، مشيرا إلى المادتين 56 و 4721 من القانون المدني التركي التي تحظر إنشاء منظمة مخالفة للقوانين والأخلاق. تم انتقاد تهديد الإغلاق من قبل الرابطة الدولية للمثليات والمثليين وهيومن رايتس ووتش الذين اعتبروه انتهاكا للحقوق الأساسية ومحاولة أخرى لقمع المجتمع المدني في تركيا. وفي 12 تشرين الأول / أكتوبر 2005، قرر المدعي العام في أنقرة كورسات كايرال عدم المضي في القضية، وخلصت إلى أن المثلية الجنسية لا يمكن أن تتساوى مع الفجور. بينما في عام 2008 تم توجيه اتهامات مماثلة ضد منظمة المثليين ومقرها إسطنبول لامبدا اسطنبول، كاوس جي إل هي منظمة غير حكومية مسجلة قانونا منذ أكتوبر 2005.

## مسيرة ضد رهاب المثلية ورهاب التصحيح الجنسي

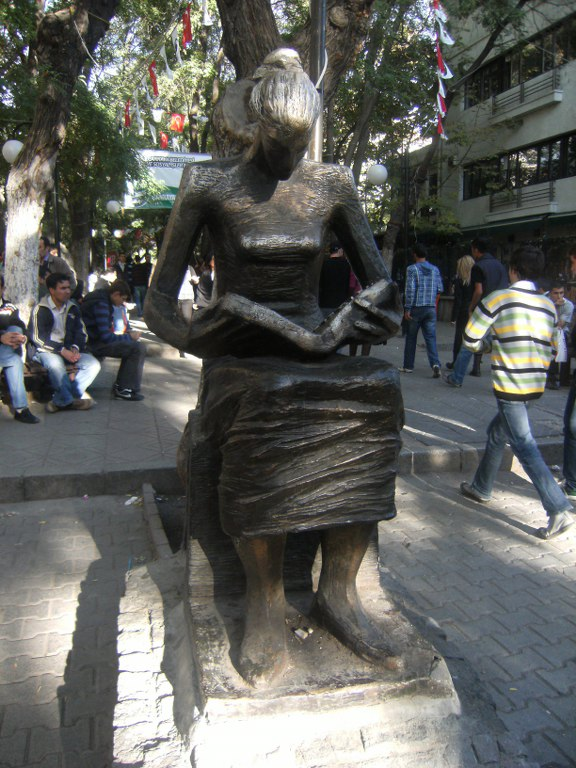
نصب حقوق الإنسان ، شارع يوكسيل ، أنقرة

في 17 أيار / مايو 2008 نظمت كاوس جي إل مسيرة اليوم العالمي لمناهضة رهاب المثلية الجنسية بالتعاون معاً لأول مسيرة لحقوق المثليين في أنقرة.
في مايو 2009، نظمت كاوس جي إل المسيرة السنوية الثانية ضد رهاب المثلية ورهاب التصحيح الجنسي في أنقرة. حوالي 300 شخص سار من حديقة كورتولوش إلى نصب حقوق الإنسان في شارع يوكسل. انتهت المظاهرة ببيان صحفي دعا إلى الاعتراف بالمثليات والمثليين ومزدوجي التوجه الجنسي والعابرين جنسيا.
تنظم كاوس جي إل اجتماعات دولية لمكافحة رهاب المثلية منذ مايو 2006. تم عقد اجتماع مكافحة رهاب المثلية لأول مرة كحدث قاعة لمدة أربعة أيام في مايو 2006. في عام 2007، جنبا إلى جنب مع الأحداث المركزية، تم تحقيق «اجتماعات الحرم الجامعي ضد رهاب المثلية» في أكبر ثلاثة حرم جامعي في العاصمة أنقرة. وعقدت الاجتماعات السنوية الرابعة في ست مدن، في الفترة من 1 أيار / مايو إلى 17 أيار / مايو 2009. بدأ الاجتماع الدولي الرابع لمناهضة رهاب المثلية بمسيرة 1 مايو في أنقرة؛ وانتهى بمسيرة 17 مايو مرة أخرى في أنقرة. عقد اجتماع إضافي أيضا في مدن إزمير وإسكيشهير وفان وديار بكر واسطنبول جنبا إلى جنب مع أنقرة.